# Jorge Luís Andrade da Silva
Jorge Luís Andrade da Silva, mais conhecido apenas como Andrade (Juiz de Fora, 21 de abril de 1957), é um treinador e ex-futebolista brasileiro que atuava como volante. Atualmente está sem clube.

## Carreira

### Como jogador
Apesar de atuar como volante, Andrade era um jogador de muita técnica, dotado de excelente visão de jogo e capaz de realizar lançamentos de longa distância com extrema perfeição.
No Flamengo, Andrade começou sua carreira profissional em 1974 e, após passar duas temporadas emprestado ao ULA Mérida, retornou à Gávea em 1978 e conquistou a vaga de titular absoluto. Vivenciou a fase mais gloriosa do clube rubro-negro, tendo participado das conquistas da Copa Libertadores da América e da Copa Intercontinental de 1981. Ele encerrou sua passagem com 570 jogos, 332 vitórias, 139 empates e 99 derrotas, tendo marcado 29 gols.
Em 1988, após dez anos seguidos no Flamengo, transferiu-se para a Itália, sendo contratado pela Roma. Contudo, Andrade não ficou muito tempo por lá; em 1989 retornou ao futebol carioca, desta vez, contudo, vestindo a camisa do Vasco da Gama. Naquele mesmo ano, o Vasco acabou sagrando-se campeão brasileiro e, desta forma, Andrade conquistava o seu quarto Campeonato Brasileiro, haja vista que já possuía outros três títulos pelo Flamengo — além da Copa União (Módulo Verde) de 1987.
Nos últimos anos de sua carreira, Andrade atuou por vários clubes pequenos como Desportiva Capixaba, Operário e Bacabal EC.

### Como treinador
Depois que parou de jogar, treinou o CFZ por dois anos, e em seguida, tornou-se auxiliar técnico no Flamengo. Por quatro vezes, chegou a assumir o cargo de técnico interino da equipe principal e, em duas oportunidades, foi treinador principal.
Em 2009, com a saída do técnico Cuca, Andrade assumiu o Flamengo em dois jogos. Depois de ter apresentado bons resultados, foi efetivado como técnico para a disputa do Campeonato Brasileiro. Posteriormente, conquistou o título da competição e o prêmio da CBF de melhor técnico do Brasileirão de 2009.
No dia 23 de abril de 2010, juntamente com a cúpula do time, foi demitido do Flamengo por causa de uma crise interna.
Em setembro de 2010, assumiu o comando do Brasiliense. No final do ano, após não conseguir evitar o rebaixamento, foi dispensado pelo clube de Brasília. Permaneceu sem vínculos com clubes de futebol, mas manteve contato com o Duque de Caxias, clube do Rio de Janeiro.
Assumiu o Paysandu no dia 19 de outubro de 2011, chegando com a missão de subir para a Série B de 2012, já que o Papão disputava a Série C. No entanto, o clube paraense não cumpriu o seu objetivo e Andrade acabou deixando a equipe.
Em 12 de março de 2012 foi anunciado como novo treinador do Boavista, chegando para comandar a equipe no Campeonato Carioca e na Copa do Brasil. Foi demitido logo após a disputa no Campeonato Carioca.
No dia 27 de novembro de 2013, foi confirmado como novo técnico do São João da Barra, para a disputa da Série B do Carioca.
Já em 2015, comandou o Jacobina. Após uma derrota em casa por 1 a 0 para o Colo Colo, no dia 1 de março, pelo Campeonato Baiano, Andrade foi demitido.
Dois anos depois, no dia 31 de janeiro de 2017, foi anunciado como novo treinador do Petrolina, clube da segunda divisão do Campeonato Pernambucano. No entanto, devido aos problemas na entrega dos laudos do Estádio Paulo de Souza Coelho à Federação Pernambucana de Futebol, além da proibição da CBF de que equipes mandem seus jogos em outros estados, o Petrolina nem entrou em campo.
Após esse fato, Andrade decidiu dar uma pausa no futebol para entrar no ramo alimentício, comercializando frutas na CEASA do Rio de Janeiro.

## Carreira política
Andrade concorreu nas eleições de 2012 para candidatar-se para a Câmara de Vereadores do Rio de Janeiro, pelo PSDB. Enfrentou nessa eleição Marcos Braz, seu desafeto, e Patrícia Amorim. Acabou não se elegendo.

## Estatísticas
Atualizadas até 1 de março de 2015.

### Como jogador

#### Clubes
| Clube             | Temporada         | Campeonato nacional | Campeonato nacional | Campeonato nacional | Copa nacional[a] | Copa nacional[a] | Copa nacional[a] | Competições continentais[b] | Competições continentais[b] | Competições continentais[b] | Outros torneios[c] | Outros torneios[c] | Outros torneios[c] | Total | Total | Total   |
| Clube             | Temporada         | Jogos               | Gols                | Assist.             | Jogos            | Gols             | Assist.          | Jogos                       | Gols                        | Assist.                     | Jogos              | Gols               | Assist.            | Jogos | Gols  | Assist. |
| ----------------- | ----------------- | ------------------- | ------------------- | ------------------- | ---------------- | ---------------- | ---------------- | --------------------------- | --------------------------- | --------------------------- | ------------------ | ------------------ | ------------------ | ----- | ----- | ------- |
| Flamengo          | 1976              | —                   | —                   | —                   | —                | —                | —                | —                           | —                           | —                           | 1                  | 0                  | 0                  | 1     | 0     | 0       |
| Flamengo          | Total             | 0                   | 0                   | 0                   | 0                | 0                | 0                | 0                           | 0                           | 0                           | 1                  | 0                  | 0                  | 1     | 0     | 0       |
| Flamengo          | 1979              | 0                   | 0                   | 0                   | —                | —                | —                | —                           | —                           | —                           | 0                  | 0                  | 0                  | 65    | 1     | 0       |
| Flamengo          | 1980              | 0                   | 0                   | 0                   | —                | —                | —                | —                           | —                           | —                           | 0                  | 0                  | 0                  | 60    | 3     | 0       |
| Flamengo          | 1981              | 0                   | 0                   | 0                   | —                | —                | —                | 8                           | 0                           | 1                           | 0                  | 0                  | 0                  | 58    | 2     | 1       |
| Flamengo          | 1982              | 0                   | 0                   | 0                   | —                | —                | —                | 0                           | 0                           | 0                           | 0                  | 0                  | 0                  | 60    | 5     | 0       |
| Flamengo          | 1983              | 0                   | 0                   | 0                   | —                | —                | —                | 0                           | 0                           | 0                           | 0                  | 0                  | 0                  | 42    | 2     | 0       |
| Flamengo          | 1984              | 0                   | 0                   | 0                   | —                | —                | —                | 0                           | 0                           | 0                           | 0                  | 0                  | 0                  | 52    | 3     | 0       |
| Flamengo          | 1985              | 0                   | 0                   | 0                   | —                | —                | —                | 0                           | 0                           | 0                           | 0                  | 0                  | 0                  | 53    | 1     | 0       |
| Flamengo          | 1986              | 0                   | 0                   | 0                   | —                | —                | —                | 0                           | 0                           | 0                           | 0                  | 0                  | 0                  | 65    | 3     | 0       |
| Flamengo          | 1987              | 0                   | 0                   | 0                   | —                | —                | —                | 0                           | 0                           | 0                           | 0                  | 0                  | 0                  | 73    | 4     | 0       |
| Flamengo          | 1988              | 0                   | 0                   | 0                   | —                | —                | —                | 0                           | 0                           | 0                           | 0                  | 0                  | 0                  | 38    | 4     | 0       |
| Flamengo          | Total             | 0                   | 0                   | 0                   | 0                | 0                | 0                | 0                           | 0                           | 0                           | 0                  | 0                  | 0                  | 567   | 28    | 0       |
| Flamengo          | 1990              | —                   | —                   | —                   | —                | —                | —                | —                           | —                           | —                           | 2                  | 0                  | 0                  | 2     | 0     | 0       |
| Flamengo          | Total             | 0                   | 0                   | 0                   | 0                | 0                | 0                | 0                           | 0                           | 0                           | 2                  | 0                  | 0                  | 2     | 0     | 0       |
| Total na carreira | Total na carreira | 0                   | 0                   | 0                   | 0                | 0                | 0                | 0                           | 0                           | 0                           | 0                  | 0                  | 0                  | 570   | 28    | 1       |

- a. ^ Jogos da Copa do Brasil
- b. ^ Jogos da Copa Libertadores da América
- c. ^ Jogos do Campeonato Carioca e da Copa Intercontinental

|          | Data                   | Local                                   | Resultado | Adversário        | Gols | Assist. | Competição                           |
| -------- | ---------------------- | --------------------------------------- | --------- | ----------------- | ---- | ------- | ------------------------------------ |
| Flamengo |                        |                                         |           |                   |      |         |                                      |
|          | 3 de julho de 1981     | Mineirão, Belo Horizonte, Brasil        | 2–2       | Atlético Mineiro  | 0    | 0       | Copa Libertadores da América de 1981 |
|          | 15 de setembro de 1981 | Maracanã, Rio de Janeiro, Brasil        | 2–0       | Boca Juniors      | 0    | 0       | Amistoso                             |
|          | 2 de outubro de 1981   | Pascual Guerrero, Cáli, Colômbia        | 1–0       | Deportivo Cali    | 0    | 0       | Copa Libertadores da América de 1981 |
|          | 13 de outubro de 1981  | Félix Capriles, Cochabamba, Bolívia     | 2–1       | Jorge Wilstermann | 0    | 0       | Copa Libertadores da América de 1981 |
|          | 23 de outubro de 1981  | Maracanã, Rio de Janeiro, Brasil        | 3–0       | Deportivo Cali    | 0    | 0       | Copa Libertadores da América de 1981 |
|          | 28 de outubro de 1981  | Maracanã, Rio de Janeiro, Brasil        | 4–1       | Jorge Wilstermann | 0    | 0       | Copa Libertadores da América de 1981 |
|          | 13 de novembro de 1981 | Maracanã, Rio de Janeiro, Brasil        | 2–1       | Cobreloa          | 0    | 0       | Copa Libertadores da América de 1981 |
|          | 20 de novembro de 1981 | Estádio Nacional, Santiago, Chile       | 0–1       | Cobreloa          | 0    | 0       | Copa Libertadores da América de 1981 |
|          | 23 de novembro de 1981 | Estádio Centenário, Montevidéu, Uruguai | 2–0       | Cobreloa          | 0    | 1       | Copa Libertadores da América de 1981 |
|          | 13 de dezembro de 1981 | Estádio Nacional, Tóquio, Japão         | 3–0       | Liverpool         | 0    | 0       | Copa Europeia/Sul-Americana de 1981  |

#### Seleção Brasileira
Abaixo estão listados todos jogos e gols do futebolista pela Seleção Brasileira, desde as categorias de base. Abaixo da tabela, clique em expandir para ver a lista detalhada dos jogos de acordo com a categoria selecionada.
Sub-23 (Olímpico)
| Ano   |       |      |         |       |
| Ano   | Jogos | Gols | Assist. | Média |
| ----- | ----- | ---- | ------- | ----- |
| 1988  | 4     | 0    | 0       | 0     |
| Total | 4     | 0    | 0       | 0     |

Seleção principal
| Ano   |       |      |         |       |
| Ano   | Jogos | Gols | Assist. | Média |
| ----- | ----- | ---- | ------- | ----- |
| 1980  | 1     | 0    | 0       | 0     |
| 1983  | 7     | 0    | 0       | 0     |
| 1988  | 5     | 1    | 0       | 0,2   |
| Total | 13    | 1    | 0       | 0,07  |

### Como treinador
| Clube             | Jogos | Vitórias | Empates | Derrotas | Aproveitamento |
| ----------------- | ----- | -------- | ------- | -------- | -------------- |
| Flamengo          | 79    | 40       | 23      | 16       | 60.34%         |
| São João da Barra | 15    | 9        | 3       | 3        | 66.67%         |
| Jacobina          | 5     | 0        | 3       | 2        | 20%            |
| Total             | 99    | 49       | 29      | 21       | 59.26%         |

## Títulos

### Como jogador
Flamengo
- Copa Intercontinental: 1981
- Copa Libertadores da América: 1981
- Campeonato Brasileiro: 1980, 1982, 1983
- Copa União (Módulo Verde): 1987
- Campeonato Carioca: 1979 (Especial), 1979, 1981, 1986
- Taça Guanabara: 1979, 1980, 1981, 1982, 1984, 1988
- Taça Rio: 1983, 1985, 1986
- Copa Punta del Este: 1981
- Taça Confraternização Brasil-Paraguai: 1982
- Taça Geraldo Cleofas Dias Alves: 1976
- Torneio Air Gabon: 1987
- Torneio Internacional de Angola: 1987
- Torneio Internacional de Nápoles: 1981
- Troféu Cidade de Palma de Mallorca: 1978
- Troféu Cidade de Santander: 1980
- Troféu Colombino: 1988
- Troféu Naranja: 1986
- Troféu Ramón de Carranza: 1979, 1980

Vasco da Gama
- Campeonato Brasileiro: 1989
- Taça Guanabara: 1990
- Troféu Ramón de Carranza: 1989
- Taça Adolpho Bloch: 1990

Desportiva Ferroviária
- Campeonato Capixaba: 1992

Operário
- Campeonato Mato-Grossense: 1994

Seleção Brasileira
- Torneio Bicentenário da Austrália: 1988

### Como treinador
Flamengo
- Campeonato Brasileiro: 2009

### Prêmios individuais

#### Como treinador
- Melhor treinador do Campeonato Brasileiro: 2009